# Helen Suzman
Helen Suzman, född Gavronsky den 7 november 1917 i Germiston i Gauteng, död 1 januari 2009 i Johannesburg, var en sydafrikansk politiker och känd antiapartheidkämpe. Hon nominerades två gånger till Nobels fredspris. Från 1953 till 1989 var hon ledamot i Sydafrikas underhus, till 1959 för United Party och därefter för Progressive Party (partiets enda ledamot från 1961 till 1974).[källa behövs]